# カイロの隊商

リブレットの表紙

『カイロの隊商』（カイロのたいしょう、フランス語: La Caravane du Caire ）は、ベルギー出身の作曲家アンドレ＝エルネスト＝モデスト・グレトリによる全3幕からなるオペラまたはオペラ＝バレで、リブレットはエティエンヌ＝モレル＝ド・シェドヴィルによって書かれた。しかし、当時の流れでは、リブレットは後のフランス王ルイ 18 世となるプロヴァンス伯によって部分的に書かれたか、またはプロヴァンス伯に提案された内容を基に仕上げられたと見られる。
本作は1783年10月30日にフォンテーヌブロー城で初演され、一般公開初演は1784年1月15日に当時のパリ・オペラ座の劇場となっていたポルト・サン＝マルタン劇場にて行われた。本作は明るい調子を持つが、グレトリの最も成功した本格的な作品で1829年までに500回以上の上演を重ねた。本作は1818年は除くが、1785年から1791年までと1806年から1828年まではフランス革命期の特殊な上演は別としても、パリ・オペラ座で安定して上演され続けた。
近年の注目すべき上演としては2023年6月9日と10日、11日のヴェルサイユ王立歌劇場を挙げることができる。演出はマーシャル・ピンコフスキ（Marshall Pynkoski）、指揮はエルヴェ・ニケ、コンセール・スピリチュエルと王立歌劇場バレエ団、配役がサン＝ファールがピエール・デレ、ゼリームがエレーヌ・ギルメット、オスマンがロバート・グリードウ、フロレスタンがジャン＝ガブリエル・サン＝マルタン、アルマイードがマリー・ペルボストであった。

## 登場人物
| 人物名                                     | 声域                              | 原語                   | 役柄              | 1783年10月30日初演時のキャスト 指揮者：不明 |
| ------------------------------------------ | --------------------------------- | ---------------------- | ----------------- | --- |
| サン=ファール                              | オート・コントル （Haute-contre） | Saint-Phar             | フランス人奴隷    | エティエンヌ・レネ （Étienne Lainez） |
| オスマン                                   | バス・バリトン                    | Osman                  | エジプトのパシャ  | オーギュスト=アタナーズ・シェロン （Auguste-Athanase Chéron）                                                                                               |
| ゼリーム                                   | ソプラノ                          | Zélime                 | サン=ファールの妻 | マリー=テレーズ・メラール （ Marie-Thérèse Maillard） |
| アルマイード                               | ソプラノ                          | Almaïde                | パシャの寵妃      | シュザンヌ・ジョワンヴィル （Suzanne Joinville） |
| フロレスタン                               | バス・バリトン                    | Florestan              | 船の船長          | アンリ・ラリヴェー |
| ユスカ                                     | バリトン                          | Husca                  | 奴隷商人          | － |
| タモラン                                   | オート・コントル                  | Tamorin                | ハーレムの宦官長  | ジャン=ジョゼフ・ルソー （Jean-Joseph Rousseau） |
| フランス人の奴隷女                         | ソプラノ                          | Une esclave française  | －                | ジョゼーフ=ウラリー・オディノー （Josèphe-Eulalie Audinot）                                                                                                 |
| イタリア人の奴隷女                         | ソプラノ                          | Une esclave italienne  | －                | ビュレ嬢 （Mlle Buret） |
| 2人のハンガリー人の女                      | ソプラノ                          | Deux femmes hongroises | －                | アンヌ=マリー=ジャンヌ・ガヴォダン（姉） （Anne-Marie-Jeanne Gavaudan） アデライード・ガヴォダン（妹） （Adélaïde Gavaudan）                                |
| フュルヴィル                               | バリトン                          | Furville               | フランス人士官    | ルイ=アルマン・シャルダン （Louis-Claude-Armand Chardin）                                                                                                   |
| オスミン                                   | バス・バリトン                    | Osmin                  | ハーレムの警備員  | モロー氏 （M Moreau） |
| ハーレムの奴隷女たち                       | ソプラノ                          | Les esclaves           | －                | ジェルトリュード・ジラールダン （Gertrude Girardin） マリー=アンヌ・トナー （Marie-Anne Thaunat） ジョゼフィーヌ嬢、ロザリー嬢 （Mlles Josephine, Rosalie） |
| 合唱：各国の人々、旅人、奴隷、アラブ人たち |                                   |                        |                   | |

## 楽器編成

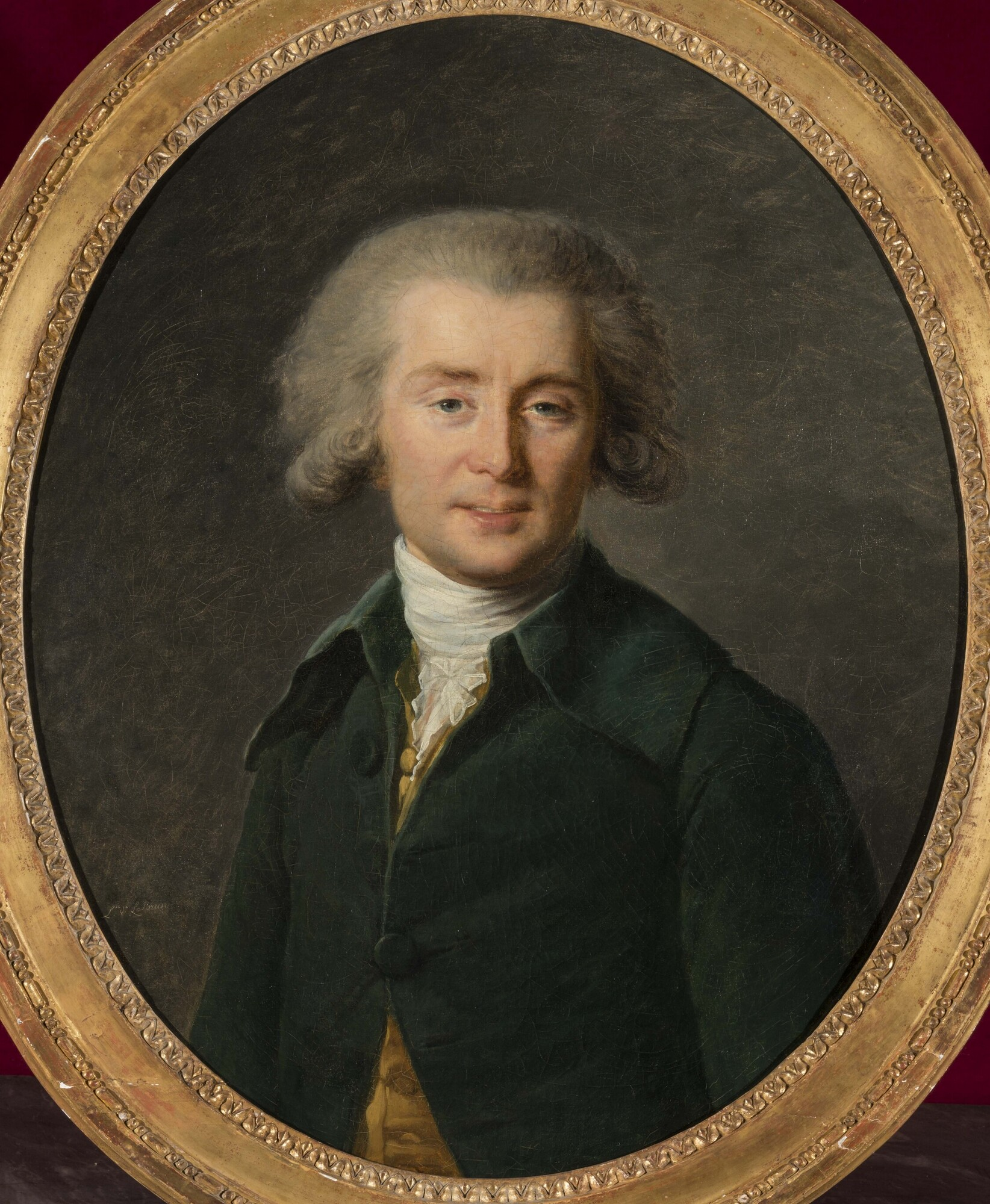
グレトリ

- 木管楽器: ピッコロ2、フルート2、オーボエ2、クラリネット2、ファゴット4
- 金管楽器: ホルン2、トランペット2
- 打楽器: ティンパニ、トライアングル、タンバリン
- 弦楽五部 、ハープ1

## あらすじ
時と場所： 18世紀のカイロ

### 第1幕

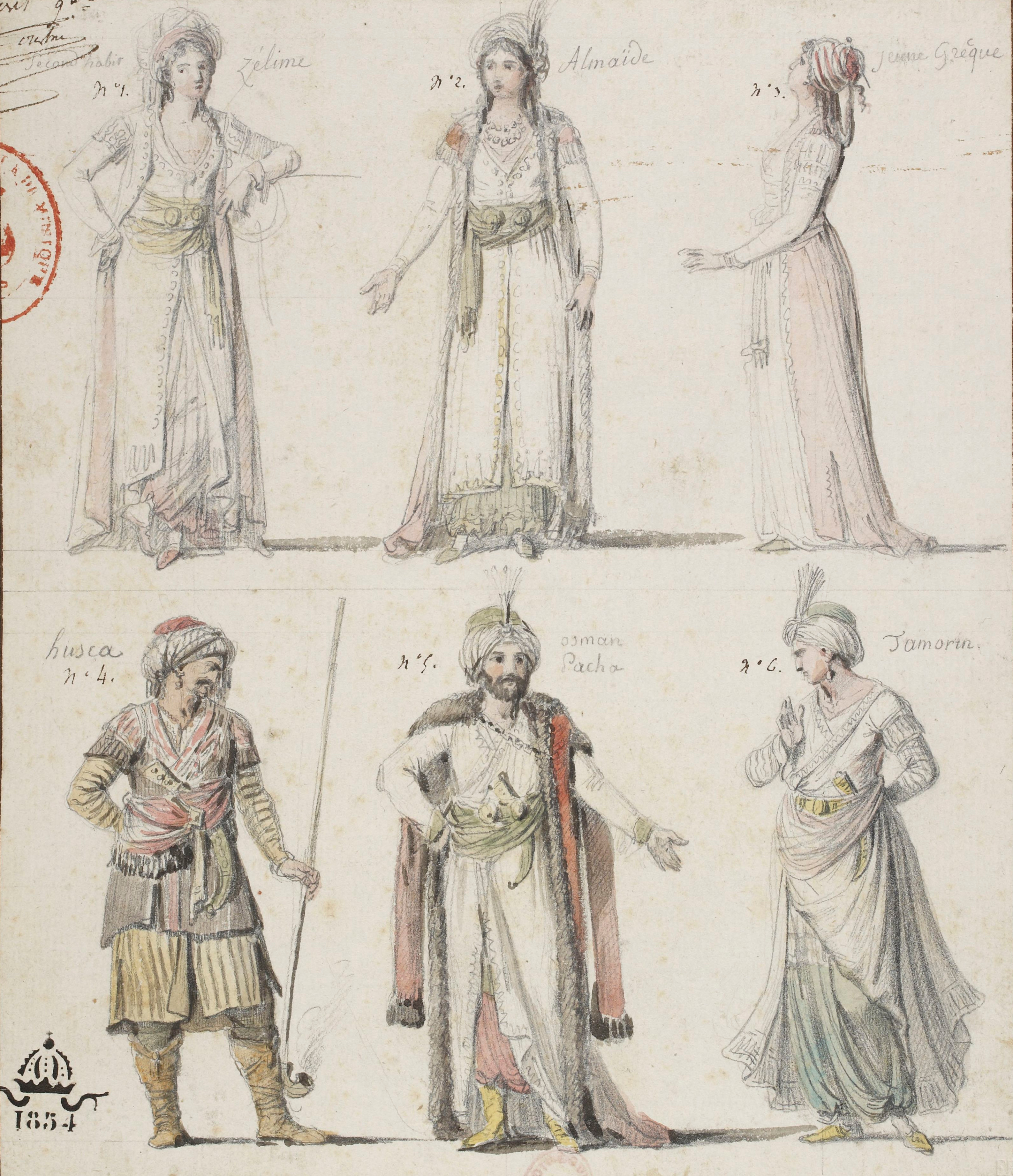
ジャン＝シモンによる当時の衣装

隊商がカイロに向かっている。 隊商に従事する者の中には、奴隷商人ユスカとその奴隷ゼリームとその夫サン・ファールも含まれる。ユスカは、美しいゼリームが奴隷市場において高値で売れることを期待している。 アラブ人の一団が隊商を攻撃すると、サン=ファールは自由と引き換えにユスカに彼らを撃退するのに加勢すると申し出る。彼らはアラブ人の一団を追い払いことに成功し、ユスカは約束通りサン＝ファールは奴隷から解放するが、ゼリームを解放することを拒否する。

### 第2幕
カイロの宮殿では、パシャが冴えない表情で休んでいる。それでも、パシャは嵐から宝を積んだ船を救ったフランス人フロレスタンの英雄的働きを讃えることは忘れていない。パシャの寵妃であるアルマイードは、ハーレムの女性たちの踊りで夫を元気づけようと試みる。パシャの気分が沈んだままなので、ユスカと宦官長タモランは、パシャにヨーロッパの新しい奴隷の女の子を 1 人か 2 人買ってあげることを思いつく。そこで彼らはします。彼らは奴隷市場に行き、パシャを様々な国から来た奴隷女たち、ハープを演奏するフランス人女、名人芸を伴うアリアを歌うイタリア女、民謡を演奏するドイツ女、ジョージアとインドの踊り手たちを品定めする。パシャはゼリームを一目見て心を奪われ、ゼリームを買ってハーレムに連れ帰る。サン=ファールは妻を救い出すことを誓うのだった。

### 第3幕
祝賀会を待ちながら、フロレスタンは息子を海で失ったことを嘆いている。オスミンはアルマイードに、ゼリームをハーレムから解放しようとするフランス人による陰謀について話す。新たなライバルが現れることを避けたいアルマイードは、オスミンにその陰謀を成功させるために必要なあらゆる支援をするよう勧める。フロレスタンはパシャの歓待に感謝しつつ、出発の準備をする。すると、ゼリーム誘拐未遂の知らせが伝わり、首謀者がフランス人だと聞いてフロレスタンは激怒する。しかし、犯人のサン=ファールはフロレスタンの死んだと思われていた息子であることが明らかになる。パシャは恩人であるフロレスタンの息子となれば、選択の余地はなくサン=ファールとゼリームを解放し、夫婦の再会をもって大団円となる。

## 主な録音・録画
| 年   | 配役 サン=ファール ゼリーム オスマン フロレスタン アルマイード                                               | 指揮者 管弦楽団および合唱団                                                             | レーベル                                             |
| ---- | --- | --------------------------------------------------------------------------------------- | ---------------------------------------------------- |
| 1991 | ギィ・ド・メイ イザベル・プールナール ジュール・バスタン フィリップ・フッテンロッハー グレタ・デ・レイヘール | マルク・ミンコフスキ リチェルカール・アカデミー (Ricercar Academy) ナミュール室内合唱団 | CD: Ricercar EAN:5400439002685                       |
| 2013 | シリル・デュボワ カティア・ベレタス ジュリアン・ヴェロネーゼ タシス・クリストヤニス ジェニファー・ボルギ     | ギイ・ファン・ワース レ・ザグレマン（管弦楽団） ナミュール室内合唱団                    | CD: Ricercar (Palazzetto Bru Zane) EAN:4589538715731 |